# Jean-Claude Romand
Jean-Claude Romand (Lons-le-Saunier, Jura, 11 de febrero de 1954) es un criminal y falso médico francés, conocido por haber asesinado en 1993 a su esposa, a sus dos hijos y a sus padres; y por haber ocultado durante dieciocho años su verdadera vida a sus allegados, haciéndose pasar por alto funcionario de la Organización Mundial de la Salud (OMS). Fue condenado en 1996 a cadena perpetua, con un cumplimiento de condena de al menos 22 años. Cumplió condena en la prisión de Châteauroux (Indre). Fue puesto en libertad el 28 de junio de 2019, y se dirigió a la Abadía de Fontgombault, donde tiene previsto vivir durante dos años.

## El crimen
El 9 de enero de 1993 asesinó a su mujer con un rodillo de amasar, y más tarde a su hija Caroline, de 7 años, y a su hijo Antoine, de 5, empleando un rifle del calibre 22. Después de estos crímenes, limpió la casa, salió a pasear, y horas más tarde se dirigió a la casa de sus padres, en Clairvaux-les-Lacs (Jura), donde, después de comer, los asesinó del mismo modo. Tras pasar la noche con su amante, en París, regresó a su domicilio y le prendió fuego a su casa con él dentro, no sin antes haber tomado una buena dosis de barbitúricos. No obstante, fue rescatado por los bomberos y tras casi una semana en coma, consiguió salvar la vida.

## Biografía
La investigación pronto reveló que Jean-Claude Romand no era la persona que creían sus vecinos y conocidos. No tenía trabajo, y había estado engañando a toda su familia y amigos durante casi dos décadas, afirmando ser médico e investigador en la OMS, cuando en realidad nunca había superado el segundo curso de Medicina, y vivía del dinero que había conseguido estafar a lo largo de los años en su círculo de allegados, llegando a vender a precio de oro medicamentos falsos contra el cáncer e inversiones en Suiza. Al parecer, en la época en que cometió los crímenes, su familia estaba a punto de descubrir la verdad sobre él, y además había agotado todos sus recursos económicos. Acorralado, atrapado en su propia trampa, no encontró otra solución que el asesinato pues, según sus propias palabras, "su familia no aceptaría la verdad". El impostor fue condenado a cadena perpetua en 1996. Durante su condena el convicto se habría convertido al misticismo y tras su liberación se ha recluido en una abadía benedictina del siglo XI que sigue la liturgia previa al Concilio Vaticano II.

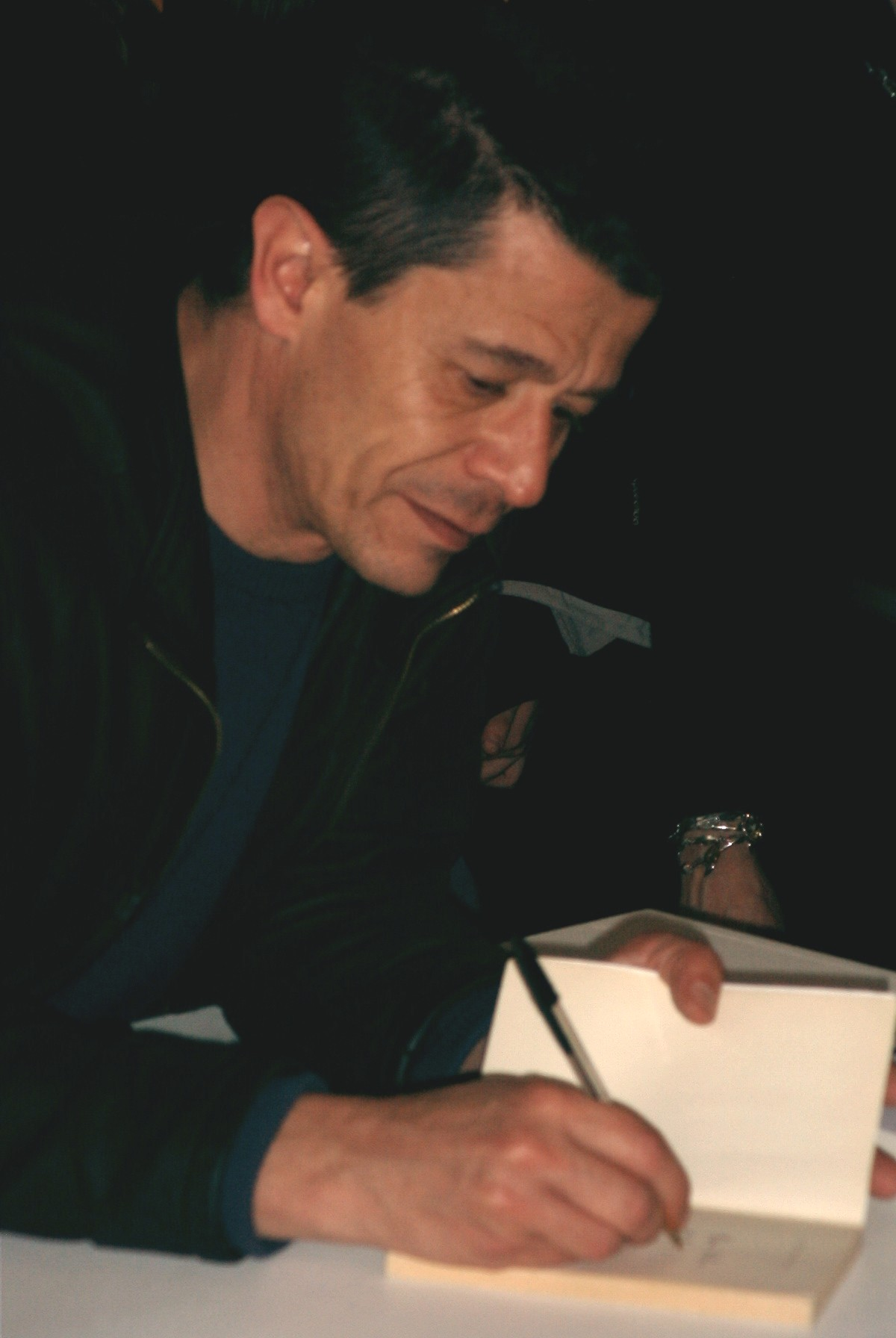
El escritor Emmanuel Carrère, autor de El Adversario, que aborda el caso de Jean-Claude Romand

## Libro
Este suceso inspiró la novela El Adversario del escritor francés Emmanuel Carrère. Gracias a una investigación rigurosa, el autor, que estableció relación por correspondencia con Jean-Claude Romand, y asistió a su juicio, trató de desentrañar el misterio de este hombre, dando algunas pistas de explicación para sus descomunales mentiras, pero dejando abiertos la mayor parte de los interrogantes que suscitó este caso, único en los anales judiciales.

## Películas
La historia de Jean-Claude Romand ha sido objeto de diversas adaptaciones cinematográficas:
- L'Adversaire, basada en la novela de Carrère.
- L'emploi du temps
- La vida de nadie, filme español dirigido por Eduard Cortés